# Coupe d'Andorre de football
La Coupe d'Andorre de football est une compétition annuelle de football disputée entre clubs de la Fédération d'Andorre de football.
La Coupe d'Andorre offre à son vainqueur une place en Ligue Europa Conférence la saison suivante.

## Histoire
Cette compétition, actuellement connue sous le nom de Coupe de la Constitution (en catalan : Copa Constitució), a été créée en 1990.
Depuis la saison 1995-1996, le tournoi est affilié à la FIFA et l'UEFA.

## Palmarès

### Vainqueurs[2]
| N°                               | Édition | Participants | Vainqueur                   | Score             | Finaliste               | Lieu de la finale                              |
| -------------------------------- | ------- | ------------ | --------------------------- | ----------------- | ----------------------- | ---------------------------------------------- |
| 1                                | 1991    |              | FC Santa Coloma (1)         |                   |                         |                                                |
| 1992 et 1993 : Tournoi non joué. |         |              |                             |                   |                         |                                                |
| 2                                | 1994    |              | CE Principat (1)            |                   |                         |                                                |
| 3                                | 1995    |              | CE Principat (2)            |                   |                         |                                                |
| 4                                | 1996    |              | CE Principat (3)            | 2 - 0             | FC Santa Coloma         |                                                |
| 5                                | 1997    |              | CE Principat (4)            | 7 - 0             | UE Sant Julià           |                                                |
| 6                                | 1998    |              | CE Principat (5)            | 4 - 3             | FC Santa Coloma         |                                                |
| 7                                | 1999    |              | CE Principat (6)            | 3 - 1             | FC Santa Coloma         |                                                |
| 8                                | 2000    | 16           | Constelació Esportiva (1)   | 6 - 0             | FC Encamp               |                                                |
| 9                                | 2001    | 15           | FC Santa Coloma (2)         | 2 - 0             | UE Sant Julià           |                                                |
| 10                               | 2002    | 8            | FC Lusitanos (1)            | 2 - 0             | Inter Club d'Escaldes   |                                                |
| 11                               | 2003    | 12           | FC Santa Coloma (3)         | 5 - 3             | UE Sant Julià           |                                                |
| 12                               | 2004    | 17           | FC Santa Coloma (4)         | 1 - 0             | UE Sant Julià           | Estadi Comunal d'Aixovall, Sant Julià de Lòria |
| 13                               | 2005    | 16           | FC Santa Coloma (5)         | 2 - 1             | UE Sant Julià           | Estadi Comunal d'Aixovall, Sant Julià de Lòria |
| 14                               | 2006    | 15           | FC Santa Coloma (6)         | 1 - 1 (5 - 3 tab) | FC Ranger's             | Estadi Comunal d'Aixovall, Sant Julià de Lòria |
| 15                               | 2007    | 16           | FC Santa Coloma (7)         | 2 - 2 (4 - 2 tab) | UE Sant Julià           | Estadi Comunal d'Aixovall, Sant Julià de Lòria |
| 16                               | 2008    | 17           | UE Sant Julià (1)           | 6 - 1             | FC Lusitanos            | Estadi Comunal d'Aixovall, Sant Julià de Lòria |
| 17                               | 2009    | 15           | FC Santa Coloma (8)         | 6 - 1             | FC Lusitanos            | Estadi Comunal d'Aixovall, Sant Julià de Lòria |
| 18                               | 2010    | 16           | UE Sant Julià (2)           | 1 - 0             | UE Santa Coloma         | Estadi Comunal d'Aixovall, Sant Julià de Lòria |
| 19                               | 2011    | 16           | UE Sant Julià (3)           | 3 - 1 ap          | UE Santa Coloma         | Estadi Comunal d'Aixovall, Sant Julià de Lòria |
| 20                               | 2012    | 18           | FC Santa Coloma (9)         | 1 - 0             | FC Lusitanos            | Estadi Comunal d'Aixovall, Sant Julià de Lòria |
| 21                               | 2013    | 20           | UE Santa Coloma (1)         | 3 - 2             | UE Sant Julià           | Estadi Comunal d'Aixovall, Sant Julià de Lòria |
| 22                               | 2014    | 23           | UE Sant Julià (4)           | 1 - 0             | FC Lusitanos            | Estadi Comunal, Andorre-la-Vieille             |
| 23                               | 2015    | 16           | UE Sant Julià (5)           | 1 - 1 (5 - 4 tab) | FC Santa Coloma         | Estadi Comunal, Andorre-la-Vieille             |
| 24                               | 2016    | 12           | UE Santa Coloma (2)         | 3 - 0             | UE Engordany            | Estadi Comunal, Andorre-la-Vieille             |
| 25                               | 2017    | 12           | UE Santa Coloma (3)         | 1 - 0             | FC Santa Coloma         | Estadi Nacional, Andorre-la-Vieille            |
| 26                               | 2018    | 12           | FC Santa Coloma (10)        | 2 - 1             | UE Sant Julià           | Estadi Nacional, Andorre-la-Vieille            |
| 27                               | 2019    | 12           | UE Engordany (1)            | 2 - 0             | FC Santa Coloma         | Estadi Nacional, Andorre-la-Vieille            |
| 28                               | 2020    | 12           | Inter Club d'Escaldes (1)   | 2 - 0             | FC Santa Coloma         | Estadi Nacional, Andorre-la-Vieille            |
| 29                               | 2021    | 12           | UE Sant Julià (6)           | 2 - 1             | Atlètic Club d'Escaldes | Estadi Nacional, Andorre-la-Vieille            |
| 30                               | 2022    | 14           | Atlètic Club d'Escaldes (1) | 4 - 1             | UE Extremenya           | Estadi Nacional, Andorre-la-Vieille            |
| 31                               | 2023    | 14           | Inter Club d'Escaldes (2)   | 2 - 1             | FC Santa Coloma         | Estadi Nacional, Andorre-la-Vieille            |
| 32                               | 2024    | 11           | UE Santa Coloma (4)         | 1 - 0 ap          | FC Pas de la Casa       | Estadi Nacional, Andorre-la-Vieille            |
| 33                               | 2025    | 13           | Inter Club d'Escaldes (3)   | 1 - 0             | Atlètic Club d'Escaldes | Estadi de la FAF, Encamp                       |

### Nombre de titres par clubs
| Rang | Club                    | Titres (éditions)                                               | Finales perdues (éditions)                         |
| ---- | ----------------------- | --------------------------------------------------------------- | -------------------------------------------------- |
| 1    | FC Santa Coloma         | 10 (1991, 2001, 2003, 2004, 2005, 2006, 2007, 2009, 2012, 2018) | 8 (1996, 1998, 1999, 2015, 2017, 2019, 2020, 2023) |
| 2    | UE Sant Julià           | 6 (2008, 2010, 2011, 2014, 2015, 2021)                          | 8 (1997, 2001, 2003, 2004, 2005, 2007, 2013, 2018) |
| 3    | CE Principat            | 6 (1994, 1995, 1996, 1997, 1998, 1999)                          | 0                                                  |
| 4    | UE Santa Coloma         | 4 (2013, 2016, 2017, 2024)                                      | 2 (2010, 2011)                                     |
| 5    | Inter Club d'Escaldes   | 3 (2020, 2023, 2025)                                            | 1 (2002)                                           |
| 6    | FC Lusitanos            | 1 (2002)                                                        | 4 (2008, 2009, 2012, 2014)                         |
| 7    | Atlètic Club d'Escaldes | 1 (2022)                                                        | 2 (2021, 2025)                                     |
| 8    | UE Engordany            | 1 (2019)                                                        | 1 (2016)                                           |
| 9    | Constelació Esportiva   | 1 (2000)                                                        | 0                                                  |
| 10   | FC Encamp               | 0                                                               | 1 (2000)                                           |
| 10   | FC Ranger's             | 0                                                               | 1 (2006)                                           |
| 10   | UE Extremenya           | 0                                                               | 1 (2022)                                           |
| 10   | FC Pas de la Casa       | 0                                                               | 1 (2024)                                           |

### Statistiques
- Plus grand nombre de victoires consécutives : 6 victoires consécutives pour le CE Principat entre 1994 et 1999.
- Plus grand nombre de participations à une finale : Le FC Santa Coloma a participé 17 fois à la finale de la compétition.
- Victoire la plus large en finale pour les scores connus : 7 buts d'écart, CE Principat 7-0 UE Sant Julià en 1997.
- Plus grand nombre de buts marqués en finale : 8 buts, FC Santa Coloma 5-3 UE Sant Julià en 2003.
- Clubs ayant gagné au moins une finale sans jamais en avoir perdu : 
  - CE Principat.
  - Constelacio Esportiva.
- Clubs ayant perdu une finale sans jamais en avoir gagné : 
  - FC Encamp.
  - FC Ranger's.
  - Unió Esportiva Extremenya.
  - FC Pas de la Casa.